# Средние Нырты
Средние Нырты (тат. Урта Нырты, Чиратнай) — деревня в Сабинском районе Республики Татарстан, в составе Большеныртинского сельского поселения.

## Географическое положение
Деревня находится в северной части Татарстана, в верховье реки Мёша, в 22 км к востоку от районного центра, посёлка городского типа Богатые Сабы.

## История
Первоисточники упоминают о деревне под названиями Каменный Ключ, Вершина речки Нырты с 1680 года.
Современное название деревни произошло от гидронима «Нырты» и татарского слова «урта» (средний).
В сословном плане, в XVIII веке и вплоть до 1860-х годов, жителей деревни причисляли к государственным крестьянам.
По данным переписей, население деревни увеличивалось с 36 душ мужского пола в 1782 году до 520 человек в 1926 году. В последующие годы население деревни постепенно уменьшалось и в 2010 году составило 175 человек.
По сведениям из первоисточников, в начале XX столетия в деревне действовали мечеть и мектеб.
Административно, до 1920 года деревня относилась к Мамадышскому уезду Казанской губернии, с 1920 года - к Мамадышскому кантону, с 1930 года - к Сабинскому району Татарстана.

## Экономика и инфраструктура
Жители деревни занимаются полеводством, пчеловодством. В XVIII - XIX столетиях основными занятиями жителей являлись земледелие, скотоводство.
В деревне функционируют начальная школа, клуб.